# 放浪榮耀 ～因為如此深愛這世界～
《放浪榮耀 ～因為如此深愛這世界～》（日語：EXILE PRIDE 〜こんな世界を愛するため〜）為日本團體放浪兄弟於2013年4月3日發行的第41張單曲。

## 簡介
- 與前作《BOW & ARROWS》相隔約9個月的新單曲，為2013年第一彈單曲。標題曲為放浪所舉辦的五大巨蛋巡迴演唱會「EXILE LIVE TOUR 2013 "EXILE PRIDE"」的主題曲[3]。
- 本作發行兩版本「CD+DVD」、「CD ONLY」[4]，另在粉絲俱樂部有抽選票附贈CD的活動，實際上為3版本[5]。初回盤為特殊紙盒包裝，附贈有EXILE PRIDE LOGO的貼紙。
- 標題曲首次於2013年2月27日播出的日本放送《EXILE NESMITHのオールナイトニッポン》内解禁。另於發行後3個月於7月5日播出的《MUSIC STATION》（朝日電視台）中演唱。

## 榜單成績
《放浪榮耀 ～因為如此深愛這世界～》於發行當日公信榜以54.1萬張獲得單曲日榜第一名。
同年4月15日的公信榜周榜以56.5萬張獲得週間第一名，為放浪睽違兩作的第13張冠軍單曲。且更新了約7年4個月的放浪自身的單曲首周銷售最高紀錄（《只是…想見你》首周銷售約56.2萬張）。
另於9月30日的周榜再度回榜並獲得冠軍，且為相隔24周後再度奪冠，為Mr.Children的《印記》以來6年8個月再次有人回榜並奪下周冠，該周賣出11.2萬張，累積銷售已達91.6萬張。
11月18日的周榜累積已突破100萬張。為放浪自2001年9月出道以來首張百萬單曲。為AKB48以外6年以來再次有人獲得百萬。
2013年12月30日的第55回日本唱片大賞中得獎。日本唱片大賞裡史上首位有4次得獎紀錄。

## 發行版本
- CD+DVD
- CD ONLY
- CD ONLY（演唱會票券附贈）

## 曲目

### CD
1. 放浪榮耀 ～因為如此深愛這世界～
作詞：ATSUSHI / 作曲：Sean “PHEKOO” Phekoo / 編曲：POCHI
  - 久光製藥「エアーサロンパス」電視廣告曲
  - 富士通「docomo 智慧型手機ARROWS NX F-06E」電視廣告曲
  - 豐田汽車「TOYOTA HYBRID DRIVE to 2020」電視廣告曲

2. E放浪榮耀 ～因為如此深愛這世界～(Instrumental)

### DVD
1. 放浪榮耀 ～因為如此深愛這世界～ (Document Version) (Video Clip)

## 特別版
《放浪榮耀 ～因為如此深愛這世界～ SPECIAL EDITION》（日語：EXILE PRIDE 〜こんな世界を愛するため〜 スペシャル・エディション）為日本團體放浪兄弟第41張單曲的再發特別版，於2013年10月23日發行。

### 簡介
- 本作為2013年4月3日發行的單曲《放浪榮耀 ～因為如此深愛這世界～》的特別版，部份內容有所變更。
- 發行「CD+DVD」以及演唱會會場限定全14種MUSIC CARD。初回盤為特大環保紙盒包裝以及20頁特別歌詞冊。
- DVD收錄〈放浪榮耀 ～因為如此深愛這世界～ (Video Clip)〉與4月3日發行的「Document Version」的音樂錄影帶版本不同。〈PERFORMER'S PRIDE〉由10位放浪成員表演，且首次前往紐約進行拍攝。
- 本作為HIRO最後一次參加的單曲，之後將轉為幕後人員。

### 發行版本
- CD+DVD
- 14種MUSIC CARD

### 曲目

#### CD
1. 放浪榮耀 ～因為如此深愛這世界～
2. PERFORMER'S PRIDE
作曲、製作人：T.Kura
3. 放浪榮耀 ～因為如此深愛這世界～(Instrumental)

#### DVD
1. 放浪榮耀 ～因為如此深愛這世界～ (Video Clip)
2. Performer's PRIDE (Video Clip)

## 外部連結
- 放浪榮耀 ～因為如此深愛這世界～ SPECIAL EDITION
- EXILE PRIDE / EXILE LIVE TOUR 2013 "EXILE PRIDE"